# Flugplatz Schönebeck-Zackmünde

i7
i11
i13
Der Flugplatz Schönebeck-Zackmünde (ICAO-Code: EDOZ) ist ein Sonderlandeplatz im Salzlandkreis. Er verfügt über eine 800 Meter lange und 40 Meter breite Graspiste und ist für Segelflugzeuge, Motorsegler, Ultraleichtflugzeuge und Motorflugzeuge mit einem Höchstabfluggewicht von bis zu zwei Tonnen sowie für das Muster Antonow An-2 zugelassen.

## Zwischenfälle
- Am 30. September 2000 startete ein Segelflugzeug vom Typ PZL Bielsko SZD-30 im Windenstart. Während des Anrollens verhakte sich ein zweites, falsch ausliegendes Windenseil im defekten Sporn des Flugzeugs. Der Pilot versuchte, quer zur Piste zu landen. Währenddessen verfing sich das an der Winde gekappte, aber noch am Segelflugzeug hängende, 27 Meter lange Windenseil an einem Betonpfosten und das Flugzeug prallte auf den Boden. Der Pilot erlag seinen Verletzungen elf Tage später.[2]

- Am 14. August 2011 startete ein Segelflugzeug vom Typ PZL Bielsko SZD-50 im Schlepp hinter einer PZL-104 Wilga 35. Nachdem das Schleppflugzeug abgehoben hatte, neigte es sich zunehmend nach rechts. Daraufhin klinkte der Pilot des Segelflugzeugs das Schleppseil aus und landete ohne Probleme. Die Querneigung des Schleppflugzeugs nahm weiter zu. Das Flugzeug ging in einen Neigungsflug über und prallte schließlich auf dem Boden auf. Die Ursache hierfür war eine nicht entfernte Querruderarretierung. Der 68-jährige Pilot wurde schwer verletzt, konnte sich jedoch aus eigener Kraft aus dem Wrack befreien.[3]